# 임성표
임성표(1957년 11월 15일 ~ )는 대한민국의 성우이다. 1983년 KBS 18기로 입사했으며 한국방송 성우극회 소속.

## 주요 출연작품

### 애니메이션
- 스페이스 힙합덕 (KBS) - 경찰 1 / 배트졸 2
- 바다의 전설 장보고 (KBS) - 마피아 1
- 레스톨 특수구조대 (KBS) - 부하 / 루시퍼 타워 요원
- 슈퍼소년 마이티 맥스 (KBS)
- 채채퐁 김치퐁 (KBS) - 폰지리스
- 태양의 기사 피코 (KBS)
- 명탐정 빠세 (KBS) - 도도
- 두치와 뿌꾸 (KBS) - 몬스
- 날아라 슈퍼보드 (KBS) - 스타킹 1
- 드래곤볼 GT (비디오) - 베이비
- 쥐라기 월드컵 (KBS) - 피브로
- 출동! 메가트레인 (KBS) - 화이어
- 몬스터 팜 (SBS) - 빅 블루 / 드라콘 / 캡틴 아스트로
- 우주의 기사 테카맨 (SBS) - 폭풍검
- 출격 로보텍 (SBS)
- 꼬마탐정 가제트 (SBS) - 뮬츠

### 애니메이션 영화
- 성탄절의 축구 (KBS)
- 발토 (SBS)
- 오린의 대모험 (SBS)
- 폴라 익스프레스 (SBS) - 요정 대장
- 아나스타샤 (KBS) - 기차표 판매원

### 영화
- 무숙자 (KBS) - 총잡이 (R.G. 암스트롱)
- 스피드 (KBS) - 오티즈(칼로스 카라스코) / 밥(존 케이포다이스)
- 인간 로케티어 (KBS) - 싱클레어의 부하(타이니 론) / 클리프의 동료(진 데일리) / 발렌타인의 부하(로버트 마란다) / FBI 요원(딕 워락) / 정부 담당관(윌리엄 보이에트)
- 13번째 전사 (KBS) - 헤프데인 (클라이브 러셀)
- 천녀유혼 3 (SBS)
- 말레나 (KBS)
- 라스트 액션 히어로 (SBS)
- 15분 (KBS) - 올렉 (올레크 탁타로프)
- 마틴을 위한 노래 (KBS) - 시장
- 유니버셜 솔져 (SBS)
  - 유니버셜 솔져 2 (SBS)
- 용가리 (KBS)
- 영웅본색 2 (SBS) - 황사장(오맹달) / 아삼(왕정방)
- 쥬라기 공원 (SBS) - 발굴가(게리 로드리게즈)
- 보이즈 앤드 걸즈 (KBS)
- 퐁네프의 연인들 (SBS)
- 마이티 조 영 (KBS) - 경관(래리 브랜던버그)
- 리멤버 타이탄 (KBS)
- 바이 바이 러브 (KBS) - 잭(캐머런 보이드)
- 처음 만나는 자유 (SBS)
- 슈팅 라이크 베컴 (SBS)
- 브라더스 (KBS) - 바텐더
- 신용문객잔 (KBS) - 썩은 풀
- 콘 에어 (SBS) - 쟈니 23(대니 트레호)
- 비밀 투표 (KBS)
- 이보다 더 좋을 순 없다 (KBS) - 형사(존 오도나휴) / 이웃집 주인(브라이언 도일 머레이) / 정신과 의사(로런스 캐즈던) / 레스토랑 직원(토미 맥고안) / 식당 손님
- 디노 크라이시스 (SBS) - 딜런 모튼 (크리스천 윌킨슨)
- 거장의 장례식 (KBS) - 회장(원덕왕) / 부표(본인)
- 이레이저 (SBS) - 마이크(토니 롱고)
- 그랑 블루 (SBS)
- 영광의 대가 (KBS) - 페페
- 패트리어트 (KBS)
- 동굴 속의 비밀 (KBS)
- 사강의 요새 (KBS) - 플라마렝
- 쥬만지 (SBS) - 밴 펠트(조나단 하이드) / 노숙자(로이드 베리)
- LA 컨피덴셜 (KBS) - 타이(카 워싱턴)
- 소울 메이트 (KBS) - 타이텔바움
- 브로큰 애로우   (SBS)
- 터미널 스피드 (SBS)
- 미스터리 알래스카 (KBS) - 트리(케빈 듀랜드)
- 흑협2 (KBS)
- 퍼펙트 스톰 (SBS) - 머피 (존 C. 라일리)
- 사소한 이야기들 (KBS) - 페르민
- 영웅본색2 (SBS)
- 죽음의 표적 (SBS)
- 제리 맥과이어 (KBS) - 쿠쉬 아버지(보 브리지스)
- 매트릭스 (SBS) - 브라운 요원 (폴 고다르)
- 스네이크 아이 (KBS) - 로건(케빈 던) / 지미(마이클 리스폴리) / 국방장관(조엘 파비아니)
- 내게 너무 멋진 서쪽나라 (KBS) - 지카
- 모스트 원티드 (KBS)
- 페이스 오프 (KBS)
- 프리쳐스 와이프 (KBS) - 브리스톨 (라이어넬 리치)
- 리썰 웨폰 (SBS) - 멘데즈(에드 오로스)
- 리썰 웨폰 4 (SBS) - 과장(스티브 카핸) / 경찰(리차드 릴)
- 방세옥2 (SBS)
- 컨스피러시 (SBS)
- 주니어 (KBS)
- 형사 니코 (SBS)
- 글레디에이터 (KBS)
- 여자의 용기 (SBS)
- 미스터 베이스볼 (KBS)
- 7월의 축제 (KBS) - 샘슨
- 프로텍터 (KBS) - 오용
- 화소도 (KBS)
- 디스터번스 (KBS)
- 레옹 (SBS) - 킬러(프랭크 센저)
- 와사비 (SBS) - 동료 형사(루도빅 버딜럿) / 일본 형사(오오야마 킨시로)
- 12몽키즈 (SBS) - 의사1 / 남자1
- 뒤죽박죽 고향방문 (KBS) - 클레더스 (릭 허스트)
- 탈주자 (SBS)
- 히 갓 게임 (SBS)
- 매드 맥스 (KBS) - 나이트라이더(빈센트 길) / 컨듈린(폴 존스턴)
- 매드 맥스2 (SBS) - 웨즈 (베론 웰스)
- 빨간 구두 (KBS)
- 쥬라기 공원2 (KBS) - 버크 (토마스 F. 더피)
- 쿵푸 허슬 (KBS) - 악어파 두목(풍소강) / 킬러(풍극안)
- 텍사스 레인저 (SBS) - 존 킹피셔 (알프레드 몰리나)
- 크로커다일 던디2 (KBS)
- 밀리언즈 (KBS)
- 황야의 7인 (KBS) - 소테로(나티비다드 바시오) / 총잡이(로버트 J. 윌크)
- 굿바이 만델라 (KBS) - 보스퍼 장군(루이스 반 니커크) / 간수 / 경찰
- 디오스 (SBS) - 지점장(후안 에차노브)
- 드림캐쳐 (SBS) - 릭 메카시 (에릭 킨레이사이드)
- 에어 아메리카 (SBS)
- 제 17 포로 수용소 (KBS) - 스토쉬 (로버트 스트라우스)
- 성룡의 홍번구 (SBS)
- 정고전가 (KBS) - 손님(성규안)
- 아이들의 훈장 (KBS)
- 블랙 벌룬 (KBS) - 재키의 아빠(안토니 펠란) / 선생님(폴 도일)
- 포 미니츠 (KBS) - 코발스키 교도관 (리히 뮐러)
- 취권 (SBS) - 번개발 염철심 (황정리)
- 3:10 투 유마 (KBS) - 홀랜더(레니 로프틴) / 볼레스(포레스트 파이어)
- 카틴 (KBS) - 폴란드 군인(올기르드 루카체비츠)
- 일급 살인 (KBS) - 간수((랜디 펠리시)
- 못말리는 로빈 후드 (KBS) - 리틀 존(에릭 앨런 크레이머) / 리처드 왕(패트릭 스튜어트)
- 태양은 가득히 (KBS)
- OK 목장의 결투 (KBS) - 클랜튼(라일 벨트거) / 베일리(리 밴클리프)
- 사랑과 영혼 (KBS) - 윌리(릭 어바일스)
- 인 어 베러 월드 (KBS) - 라스 (킴 보드니아)
- 슈퍼맨3 (SBS)
- 파코와 오초 (KBS)
- 압솔롬 탈출 (KBS)
- 디파티드 (KBS) - 델라헌트(마크 롤스턴)
- 첨밀밀 (SBS) - 고기집 주인(정추해)
- 이지 라이더 (KBS) - 마약 거래상(필 스펙터)
- 트로이 (SBS) - 메넬라우스의 신하(켄 본즈) / 프리아모스의 신하(제임스 코스모) / 트로이 병사
- 야연 (SBS) - 병사(항빈)
- 그림 형제: 마르바덴 숲의 전설 (KBS) - 번스트(리처드 리딩즈)
- 800 블렛 (SBS) - 마누엘 (마누엘 탈라페)
- 우주전쟁 (SBS) - 매니(레니 베니토)
- 트윈스 (KBS) - 직원(로버트 하퍼) / 맥킨리의 부하(마빈 J. 맥킨타이어)
- 택시 운전사의 사랑 (KBS) - 무
- 주어러 (KBS)
- 위험한 진실 (KBS)
- 머니 토크 (SBS)
- 맹룡과강 (KBS) - 보스(존 T. 빈) / 이탈리아 은행 직원
- 넉 오프 (KBS)
- 뉴욕 세 남자와 아기 (KBS)
- 용형호제 2 (KBS) - 외국인(조나단 이스거)
- 영 건2 (KBS)
- 에일리언 (KBS) - 파커
- 사탄의 인형 2/3 (KBS) - 처키
- 에이스 벤츄라 (SBS)
- 상하이 눈(KBS) - 술집 주인(톰 히턴) / 마부(릭 애쉬)
- 공작왕 (KBS) - 부장(히다리 톤페이)
- 강호영웅(KBS) - 자객(왕협)
- 어느 날 밤에 생긴 일(KBS) - 형사(프랭크 홀리데이) / 헤커(앨런 헤일)
- 용행천하(KBS) - 경찰(케네스 노울링)
- 폭풍탈주(KBS) - 간수(로버트 웨르한)
- 에딘버러시의 영웅(KBS) - 경찰(콜린 테이플리)
- 펄프 픽션(KBS) - 마르셀러스(빙 라메스)
- 당산대형(SBS) - 공장장(진저)
- 프리잭(KBS) - 음식점 손님(토니 에퍼)
- 노인과 바다 (KBS) - 안데르즈의 친구(마누엘 E. 산티아고)
- 듄 (SBS) - 라반(폴 L. 스미스) / 조종사(라몬 메넨데즈)

### 외화
- 판관 포청천 (KBS)
- 닥터 후 (KBS)
- 칭기즈칸 (KBS) - 제베 / 상콘
- 로스트 (KBS) - 벤 (마이클 에머슨)
- 셜록 시즌 3(KBS) - 빌리 위긴스(톰 브룩) / 베인의 상사(윌 킨)
- 스필버그의 어메이징 스토리 (KBS)

### 드라마
- 《투윅스》 (2013년, MBC) - 경찰 역